# Христич, Павел Демьянович
Христич Павел Демьянович (1895 — август 1937) — советский государственный деятель, председатель Киевского городского совета (март — август 1937 года).

## Биография
Родился в селе Григоровка Киевского уезда. Имел среднее образование. Работал слесарем на заводах в Киеве. Член большевистской партии с 1916 года.
Во время Гражданской войны участвовал в подготовке восстаний против германской оккупации Украины и петлюровской Директории, был избран главой подпольного ревкома Киевского уезда. Принимал участие в установлении Советской власти на Украине. В 1920—1928 годах занимал различные должности в советских, партийных и профсоюзных учреждениях, работал в профсоюзе «Металлист». Окончил Промакадемию. В 1930-х гг. работал управляющим угледобывающего треста на Донбассе, директором металлургического завод в Дружковке, с 1934 года директором киевского завода «Красный экскаватор». Как член Киевского городского совета принимал участие в конференциях и съездах КП(б)У.
В марте 1937 года избран председателем киевского горсовета. На XIII съезде КП(б) Украины 3 июня 1937 года избран членом Центрального комитета партии. В июле 1937 года президиум киевского горсовета во главе с П. Д. Христичем принял решение о возвращении ул. Воровского ее исторического названия Крещатик. Вскоре был «изобличен» как «враг народа». Предчувствуя арест, в августе 1937 года покончил с собой выстрелом в голову.
Старший брат П. Д. Христича Игнатий Демьянович Христич — трижды кавалер Георгиевского креста Первой Мировой войны (II степень № 39711; III степень № 41607; IV степень № 68765). Младший брат Захар Демьянович Христич — доцент, кандидат технических наук, автор книг технического содержания, учебных пособий.